# Uradnik za vzdrževanje prava
Uradnik za vzdrževanje zakona (izvirno angleško Law enforcement officer) je naziv za javnega uslužbenca (ki je lahko zaposlen s strani države, občine,...), ki skrbi za uveljavljanje in vzdrževanje redu. Različne države imajo različne pristope k tej temi; po navadi med te uradnike prištevamo:
- policiste,
- mestne redarje,
- forenzične preiskovalce,
- carinike,
- agenti različnih zveznih državnih agencij (npr. FBI, NCIS,...), ...